# Chengdu J-10
Chengdu J-10 (čínsky  殲-10, česky Čcheng-tu J-10, V kódu NATO Firebird) je čínský víceúčelový jednomotorový lehký stíhací letoun čtvrté generace. Je zkonstruován k ničení vzdušných a pozemních cílů za každého počasí. Výrobcem letounu je společnost Chengdu Aircraft Corporation (CAC). Letectvo čínské lidové osvobozenecké armády stroj přijalo do operační služby roku 2003. Jako exportní název jsou uváděna označení F-10 Vanguard či Vigorous Dragon. Prvním zahraničním uživatelem letounu se stal Pákistán. Roku 2024 letouny objednal Egypt.

## Vývoj

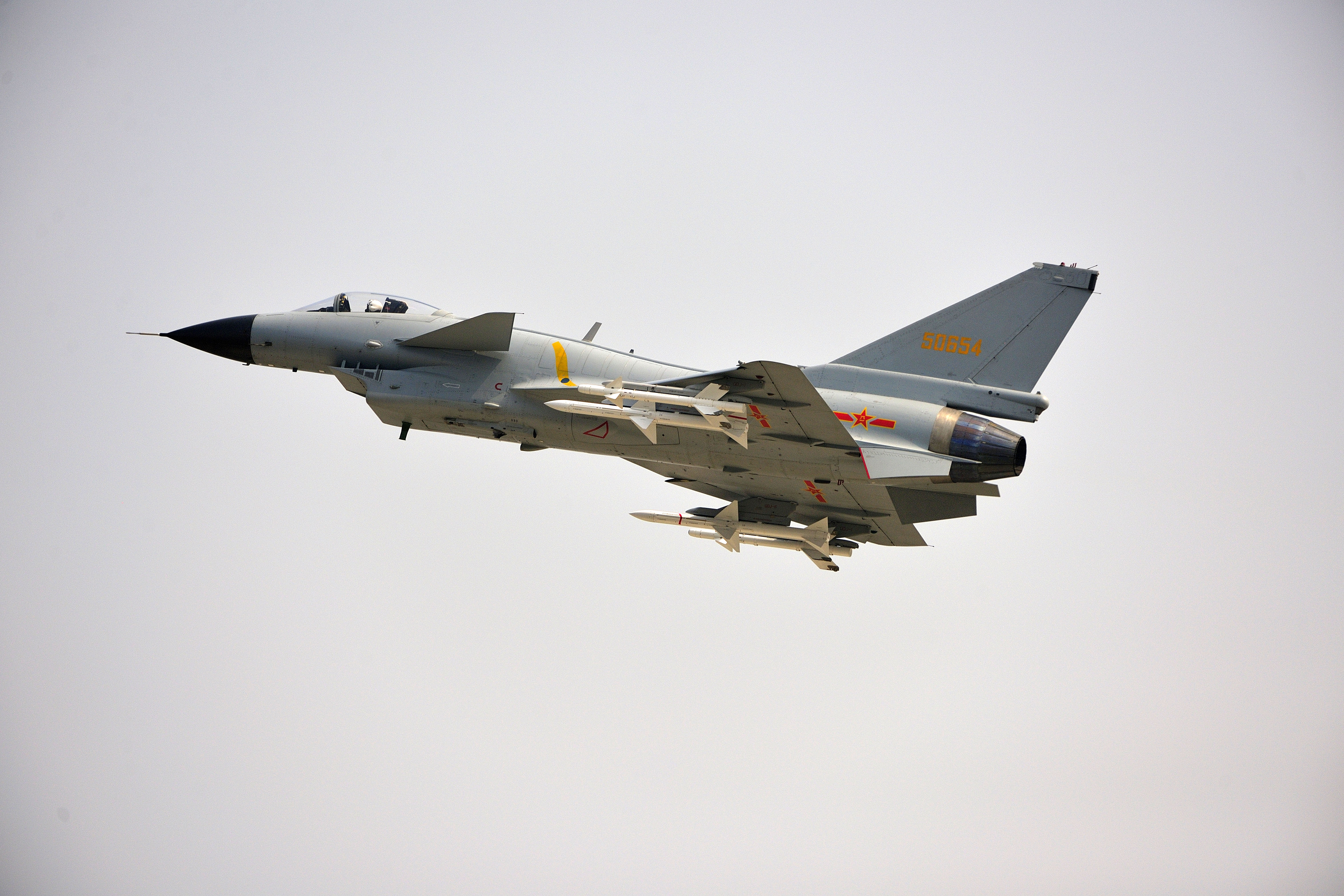
Úvodní verze J-10A

Typ J-10 vyvinul letecký výrobce Chengdu (známý též jako Letecký institut 611). Vývoj začal v roce 1988, přičemž Číňané zřejmě z Izraele získali informace ze zdejšího zrušeného zbrojního programu IAI Lavi. Slavnostní rollout nového letounu proběhl v roce 1997 a dne 23. března 1998 proběhl první let. Do zkoušek se zapojilo šest prototypů. V roce 2003 začala sériová výroba. Námořnictvo Čínské lidové osvobozenecké armády začalo tyto letouny přebírat v roce 2010. Pro čínské ozbrojené síly bude vyrobeno okolo 300 strojů tohoto typu. Ve službě budou doplňovat těžké stroje J-11.
Technologicky je letoun, v porovnání se stroji ze západu, na úrovni poloviny 90. let. Letoun nese jeden 23mm kanón a další výzbroj na 11 závěsných bodech. Letoun pohání ruský proudový motor AL-31FN s tahem 122,5 kN (výhledově je plánována montáž vyvíjených motorů čínské konstrukce).

## Export

### Pákistán

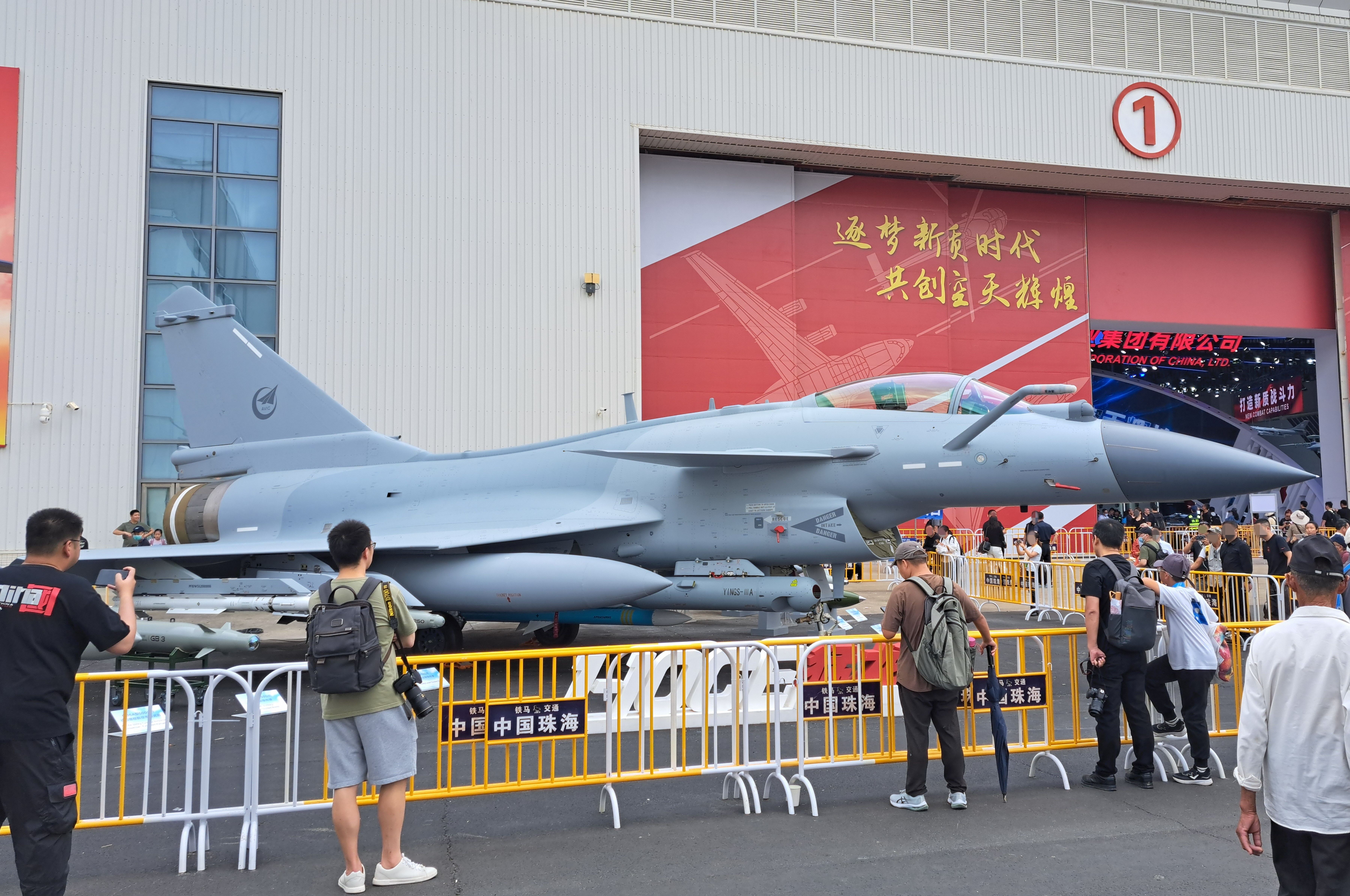
J-10CE pro Pákistán

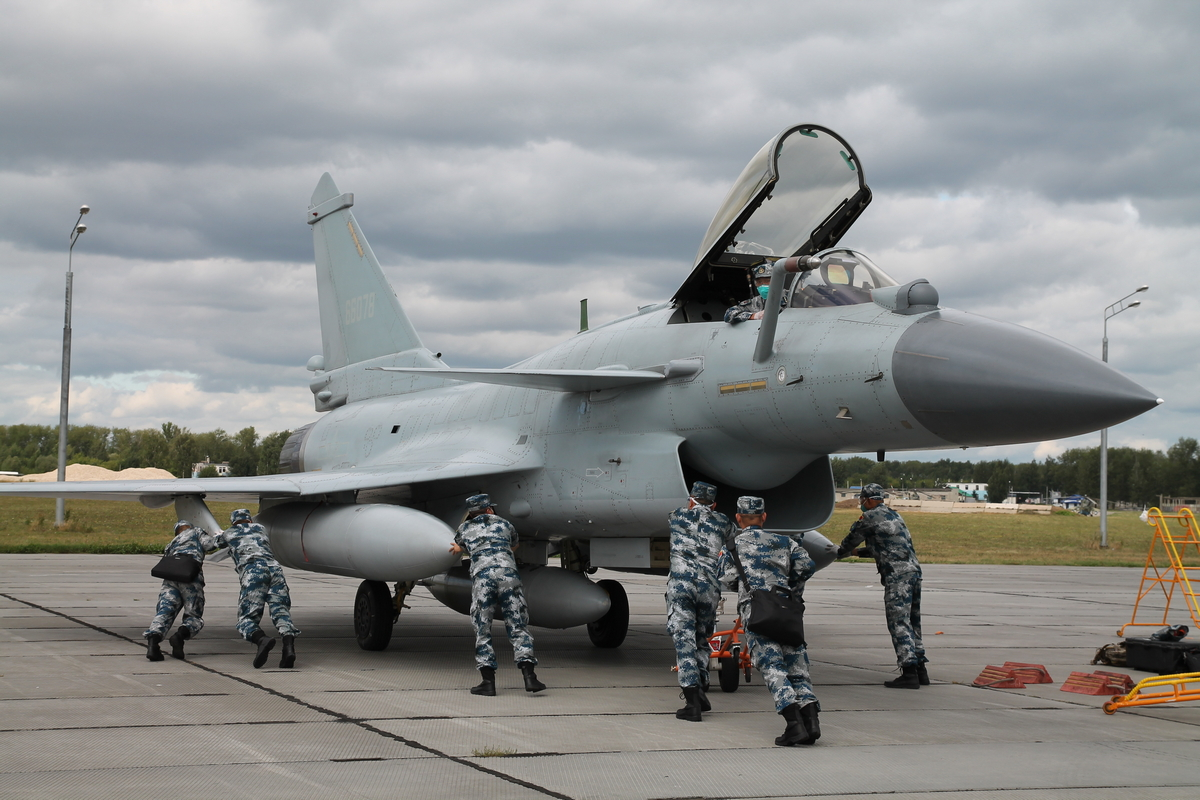
Pozemní personál letectva ČLR připravuje J-10B na mezinárodní soutěž Aviadarts-2021

Pro Pákistánské letectvo bylo objednáno 25 letounů J-10CE. Jejich dodávky začaly v břenu 2022.

### Egypt
V roce 2024 Egypt vybral čínské bojové letouny J-10C jako náhradu za nejstarší americké letouny F-16 egyptského letectva. Páteř egyptského letectva tvoří americké letouny F-16, doplněné letkou francouzských Dassault Mirage 2000 (18 ks). Po roce 2011 se vztahy Egypta s USA zhoršily a přes jejich pozdější zlepšení Egypt začal hledal další zahraniční partnery. Objednal francouzské bojové letouny Dassault Rafale, dále zakoupil ruské MiG-29, ale akvizici výkonnějších ruských Su-35 zabránil nátlak americké administrativy. Egypt se proto obrátil na Čínu. Není známo, kolik letounů J-10C země plánuje zakoupit.

## Služba
Pákistán své letouny J-10CE nasadil v dubnu 2025 v konfliktu s Indií. V noci z 29. na 30. dubna 2025 se střetlo až 125 letounů z obou zemí, které odpalovaly řízené střely na velké vzdálenosti a údajně neopustily vzdušný prostor svých zemí. Pákistánské J-10CE měly nést čínské střely PL-15E s proklamovaným dosahem 145 km. Indie ve střetu ztratila nejméně jeden svůj nejmodernější bojový letoun Dassault Rafale.

## Varianty

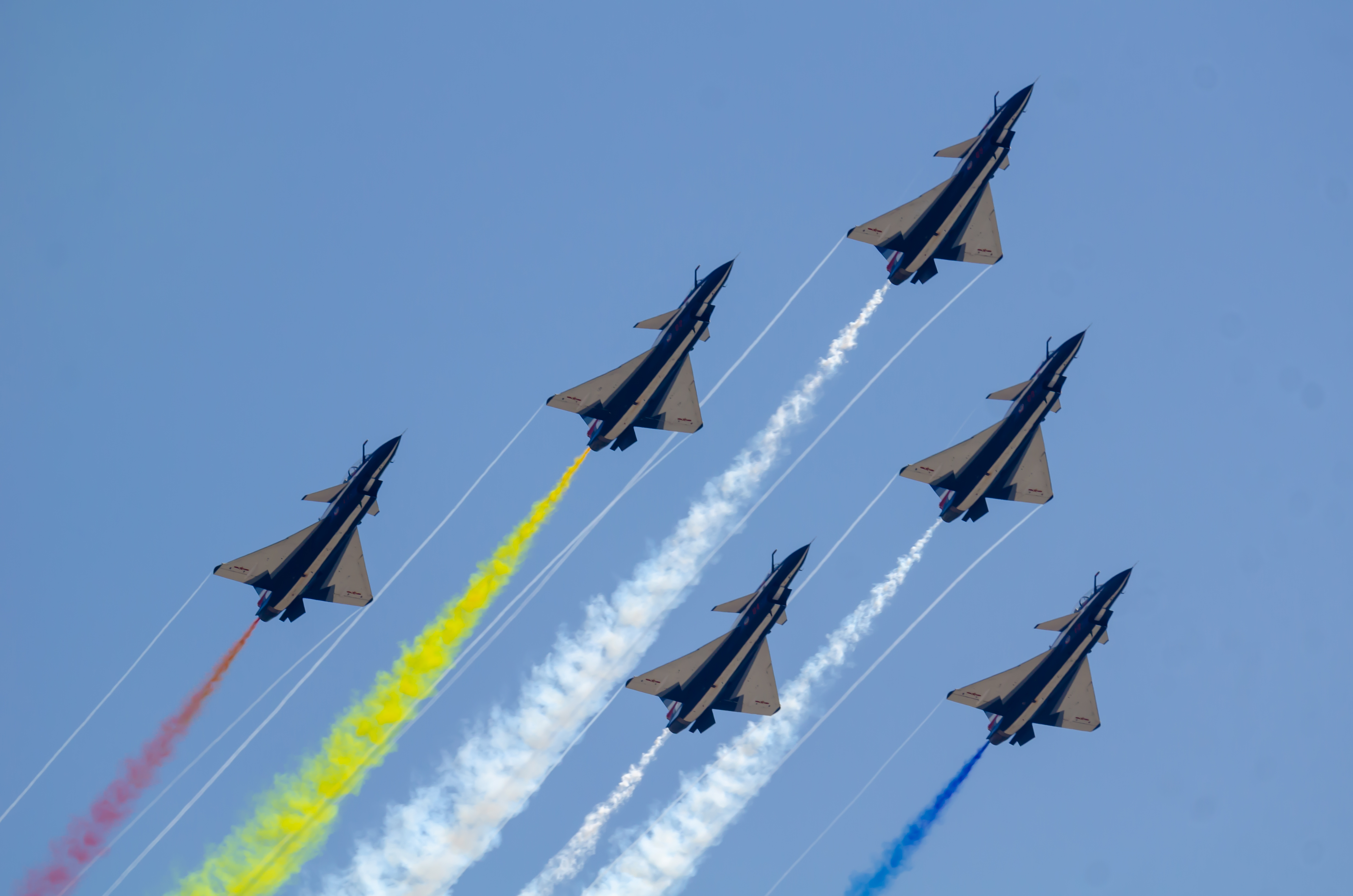
J-10 čínské akrobatické skupiny

- J-10 – základní jednomístná varianta.
- J-10A – jednomístná varianta s modernizovaným kokpitem.
- J-10B – jednomístná varianta s modernizovaným vstupem vzduchu do motoru, avionikou a zřejmě i novým radarem.
- J-10S – dvoumístná varianta, určená primárně k výcviku. Zavedena někdy v letech 2005–2006.
- J-10AY a J-10SY – neozbrojené verze používané předváděcí skupinou Akrobatický demonstrační tým 1. srpna.
- J-10AH a J-10SH – oficiální označení letounů J-10A a J-10S provozovaných námořnictvem z pozemních základen.
- F-10 Vanguard – exportní varianta stroje J-10B pro pákistánské letectvo.[8] první let se odehrál roku 2009.[9]
- J-10C – vylepšená verze založená na J-10B s novým zaměřovacím radarem, tepelně naváděnými raketami PL-10, raketami PL-15 a motorem WS-10B domácí výroby.
- J-10CE – verze J-10C určená pro export.
- J-10CY – akrobatická varianta J-10C nahrazující J-10AY.
- J-10D – varianta pro elektronický boj.

## Uživatelé
Čína
- Letectvo Čínské lidové osvobozenecké armády

 Pákistán
- Pákistánské letectvo

## Specifikace (J-10A)

### Technické údaje
- Posádka: 1
- Rozpětí: 9,7 m
- Délka: 15,5 m
- Výška: 4,78 m
- Nosná plocha: 39 m²
- Prázdná hmotnost: 9750 kg
- Max. vzletová hmotnost: 14 876 kg
- Pohonná jednotka: 1× proudový motor AL-31FN
- Tah pohonné jednotky: 122,5 kN

### Výkony
- Maximální rychlost: 1,9 M
- Dolet: 1850 km
- Dostup: 18 000 m

### Výzbroj
- 1× kanón ráže 23 mm GŠ-23
- ? kg bomb na 11 závěsnících